# 谷里镇 (黔西市)
谷里镇，是中华人民共和国贵州省毕节市黔西市下辖的一个乡镇级行政单位。

## 行政区划
谷里镇下辖以下地区：
谷里社区、中狮村、前华村、新阳村、中坪村、五里村、新金村、自治村、龙井沟村、天桥村、香山村、松林村、仙鹅村、乌木村、牛角村、健全村和清明村。